# Schönfeld (Werneuchen)
Schönfeld ist ein Ortsteil der Stadt Werneuchen im Landkreis Barnim in Brandenburg. Der nicht ganz 400 Einwohner zählende Ort war bis zum 26. Oktober 2003 eine eigenständige Gemeinde und gehört noch zur Agglomeration Berlin.

## Lage
Schönfeld liegt im äußersten Norden des Regionalparks Barnimer Feldmark auf dem Barnim. Das Zentrum Werneuchens ist rund fünf Kilometer Luftlinie entfernt, der Ort liegt außerdem rund 30 Kilometer nordöstlich der Stadtmitte von Berlin und elf Kilometer östlich von Bernau bei Berlin. Umliegende Dörfer sind Tempelfelde (Ortsteil von Sydower Fließ) im Norden, Beiersdorf (Ortsteil von Beiersdorf-Freudenberg) im Nordosten, Werftpfuhl und Werneuchen-Ost im Südosten, Weesow im Süden, Willmersdorf im Südwesten und Albertshof (Ortsteil von Rüdnitz) im Nordwesten. Im Osten grenzt Schönfeld an den Landkreis Märkisch-Oderland.
Das Straßenangerdorf liegt an der Landesstraße 236 und an der Landesstraße 292. Die Bundesstraße 158 liegt fünf Kilometer südlich von Schönfeld, die Bundesstraße 168 ist sieben Kilometer entfernt. Die nächstgelegenen Autobahnauffahrten sind „Bernau-Nord“ an der Bundesautobahn 11 und „Berlin-Hohenschönhausen“ an der Bundesautobahn 10. Schönfeld wird durch die VBB-Buslinie 918 (Eberswalde–Grüntal–Tempelfelde–Schönfeld–Werneuchen) der Barnimer Busgesellschaft bedient.

## Geschichte
Gegründet wurde Schönfeld etwa im 12. Jahrhundert nach der Gründung der Mark Brandenburg durch fränkische, rheinische und sächsische Bauern, die nach der Eroberung des ursprünglich slawisch besiedelten Gebietes in die Region gekommen waren. Der Name taucht erstmals im Jahr 1315 in Form des Personennamens „Johannes de sconevelde“, im Bezug auf den Ort wird der Name „Sconenvelde“ am 10. Januar 1335 erstmals urkundlich erwähnt. Der Ortsname bedeutet „Siedlung zum schönen Felde“. Die Ersterwähnung erfolgte im Zusammenhang mit dem Kloster Chorin, dem zu dieser Zeit sechs Hufen im Dorf gehörten.
Laut der Erwähnung im Landbuch der Mark Brandenburg von 1375 gehörte die Kirche von Schönfeld in jenem Jahr zur Mutterkirche in Beiersdorf und somit zum Sedes Bernau, in Schönfeld gab es vier Pfarrhufen und eine Kirchhufe. Insgesamt bestand der Ort aus 104 Hufen. 1441 waren die Besitzrechte zu Schönfeld zwischen den Adelsfamilien von Arnim zur einen und von Holzendorf zur anderen Hälfte aufgeteilt. Im Biesenthaler Amtserbregister von 1595 ist ein Dietrich von Holzendorf aus Sydow erwähnt.
1608 wurde Schönfeld zeitweise auch Hohenschönefelde genannt. Während des Dreißigjährigen Krieges wurden große Teile von Schönfeld zerstört. 1644 lebten nur noch fünf Bauern im Ort, nach Kriegsende waren 62 Hufen verwüstet. Der Ort wurde danach neu aufgebaut, 1671 lebten wieder 22 Bauern sowie ein Kossät im Ort. Am 10. Juni 1762 brannte Schönfeld nach einem Blitzschlag teilweise ab, am 23. Mai 1814 wurde der Ort wieder durch ein Feuer zerstört. Nach dem erneuten Wiederaufbau entstand das bis heute erhaltene Ortsbild mit Hofanlagen aus dem 19. Jahrhundert. 1823 kam es zu einem kleineren Feuer, bei dem drei Höfe zerstört wurden. Seit 1861 trägt Schönfeld seinen heutigen Namen. 1910 wurde in Schönfeld die Freiwillige Feuerwehr gegründet.
Gegen Ende des Zweiten Weltkrieges kam es zu Bombenangriffen auf Schönfeld, bei denen die Dorfkirche in Mitleidenschaft gezogen wurde. Am 20. April 1945 wurde das Dorf von der Roten Armee eingenommen, zu diesem Zeitpunkt waren etwa 40 Prozent des Ortes zerstört. Nach der Bodenreform in der Sowjetischen Besatzungszone 1945 wurden die Grundstücke in Schönfeld neu aufgeteilt und das Land auf Neubauern verteilt. Bis zum 1. Juli 1950 lag Schönfeld im Landkreis Oberbarnim, danach wechselte die Gemeinde in den Landkreis Niederbarnim. Nach dessen Auflösung etwas mehr als zwei Jahre später kam Schönfeld in den Kreis Bernau (DDR-Bezirk Frankfurt (Oder)).
1953 wurde in Schönfeld eine Landwirtschaftliche Produktionsgenossenschaft des Typs II gebildet. Diese schloss sich 1955 mit einer anderen LPG zu der neuen LPG Typ III „Zukunft“ zusammen. Diese LPG hatte 73 Mitglieder, die 753 Hektar Nutzfläche bewirtschafteten. 1962 wurde in Schönfeld die erste Zwischengenossenschaftliche Bauorganisation des Kreises Bernau gegründet. Die LPG „Zukunft“ fusionierte 1969 mit der 1958 gegründeten LPG „Thomas Müntzer“. Nach der Wiedervereinigung gehörte Schönfeld erst zum Landkreis Bernau, seit dem 6. Dezember 1993 liegt der Ort im Landkreis Barnim.
Am 23. Oktober 2002 erfolgte in Schönfeld die Grundsteinlegung für den Bau eines neuen Feuerwehrhauses, dieser Bau wurde im Juni 2003 fertig gestellt. Die Gemeinde wurde bis zum 25. Oktober 2003 vom Amt Werneuchen verwaltet und wurde am folgenden Tag im Zuge einer Gemeindegebietsreform nach Werneuchen eingemeindet. Ortsvorsteher von Schönfeld ist, Stand Februar 2023, Marcel Jess.

### Einwohnerentwicklung
| Jahr | Einwohner |
| ---- | --------- |
| 1875 | 423       |
| 1890 | 459       |
| 1925 | 446       |

| Jahr | Einw. |
| ---- | ----- |
| 1933 | 424   |
| 1939 | 397   |
| 1946 | 430   |

| Jahr | Einw. |
| ---- | ----- |
| 1950 | 494   |
| 1964 | 485   |
| 1971 | 460   |

| Jahr | Einw. |
| ---- | ----- |
| 1981 | 409   |
| 1989 | 374   |
| 1992 | 375   |

| Jahr | Einw. |
| ---- | ----- |
| 1997 | 379   |
| 2002 | 421   |
| 2007 | 328   |

| Jahr | Einw. |
| ---- | ----- |
| 2011 | 319   |
| 2020 | 377   |
| 2024 | 381   |

Gebietsstand des jeweiligen Jahres

## Sehenswürdigkeiten
- Die Dorfkirche Schönfeld wurde im 13. Jahrhundert gebaut und ist eine Feldsteinkirche mit Westquerturm im romanischen Stil. Der Sakralbau ist eine typische Wehrkirche.[2] 1884 wurde der Turm neu gesetzt und die Kirche erhielt ein spitzbogiges Westportal und Rundbogenfenster aus Backstein.[7] Bei Bombenangriffen auf Schönfeld gegen Ende des Zweiten Weltkrieges wurde die Kirche zerstört, nach dem teilweisen Wiederaufbau (Chor und Apsis wurden als Ruinen erhalten) wurde sie im Jahr 1966 mit einem Gottesdienst wieder eingeweiht. Die alte Orgel von 1771 wurde unwiederbringlich zerstört.[3]
- Das Gefallenendenkmal vor der Kirche wurde 1921 im Gedenken an die im Ersten Weltkrieg gefallenen Soldaten aus Schönfeld aufgestellt und nach 1945 ergänzt. Das Denkmal besteht aus Granitquadern und hat eine Höhe von sieben Metern. 1992 wurde das Gefallenendenkmal restauriert.[3]

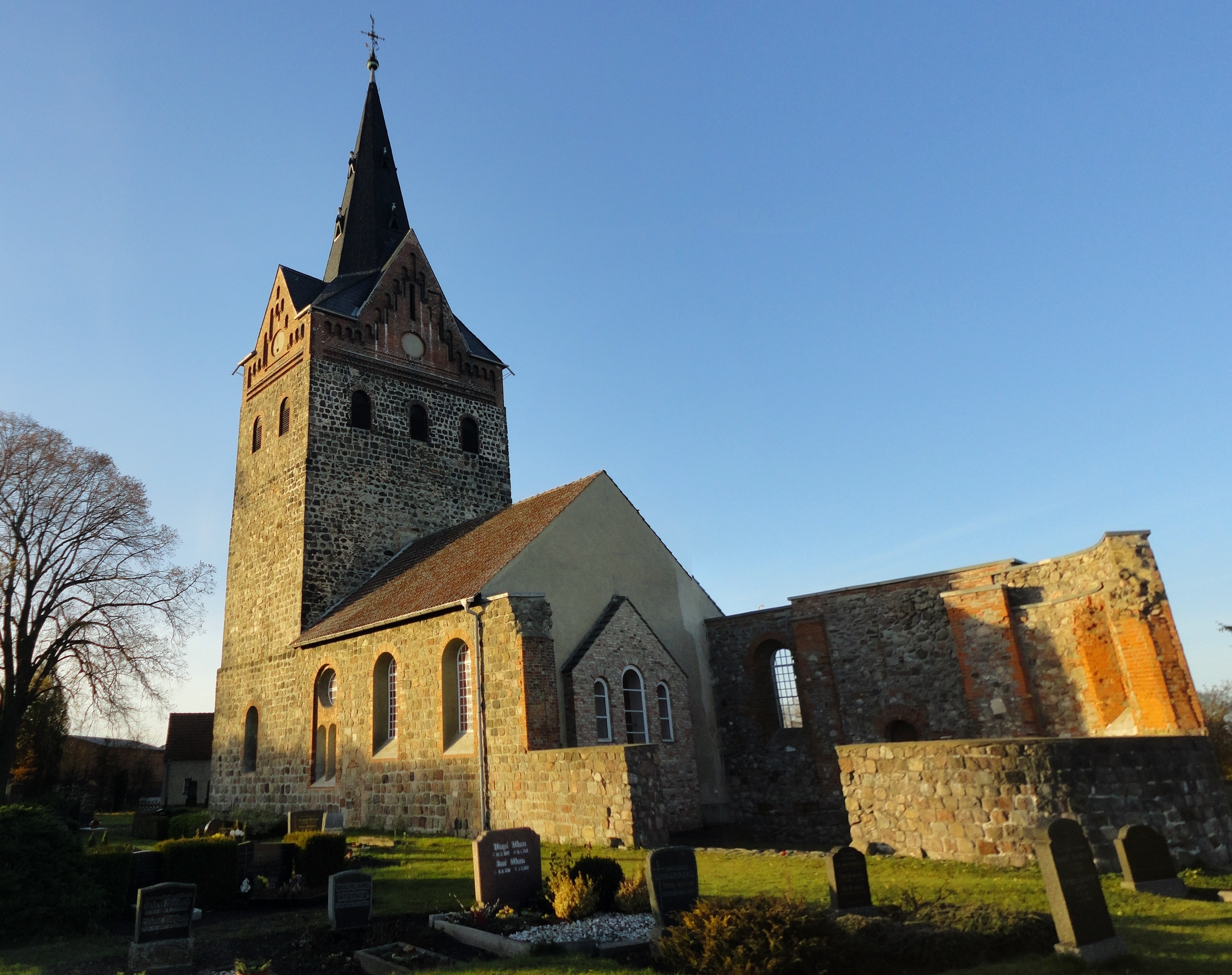
Die im zerstörten Zustand belassene Rückseite der Dorfkirche
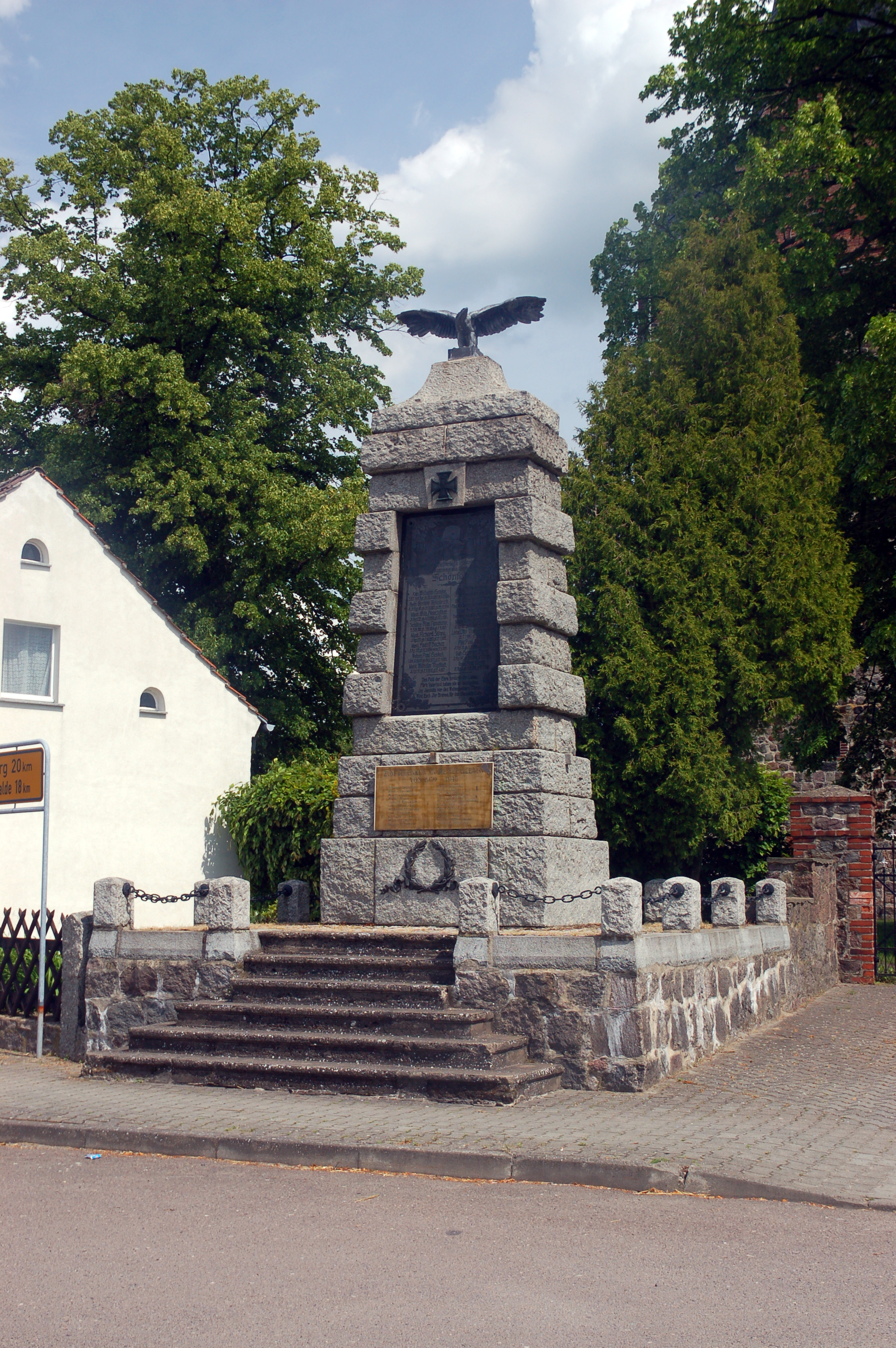
Gefallenendenkmal vor der Dorfkirche
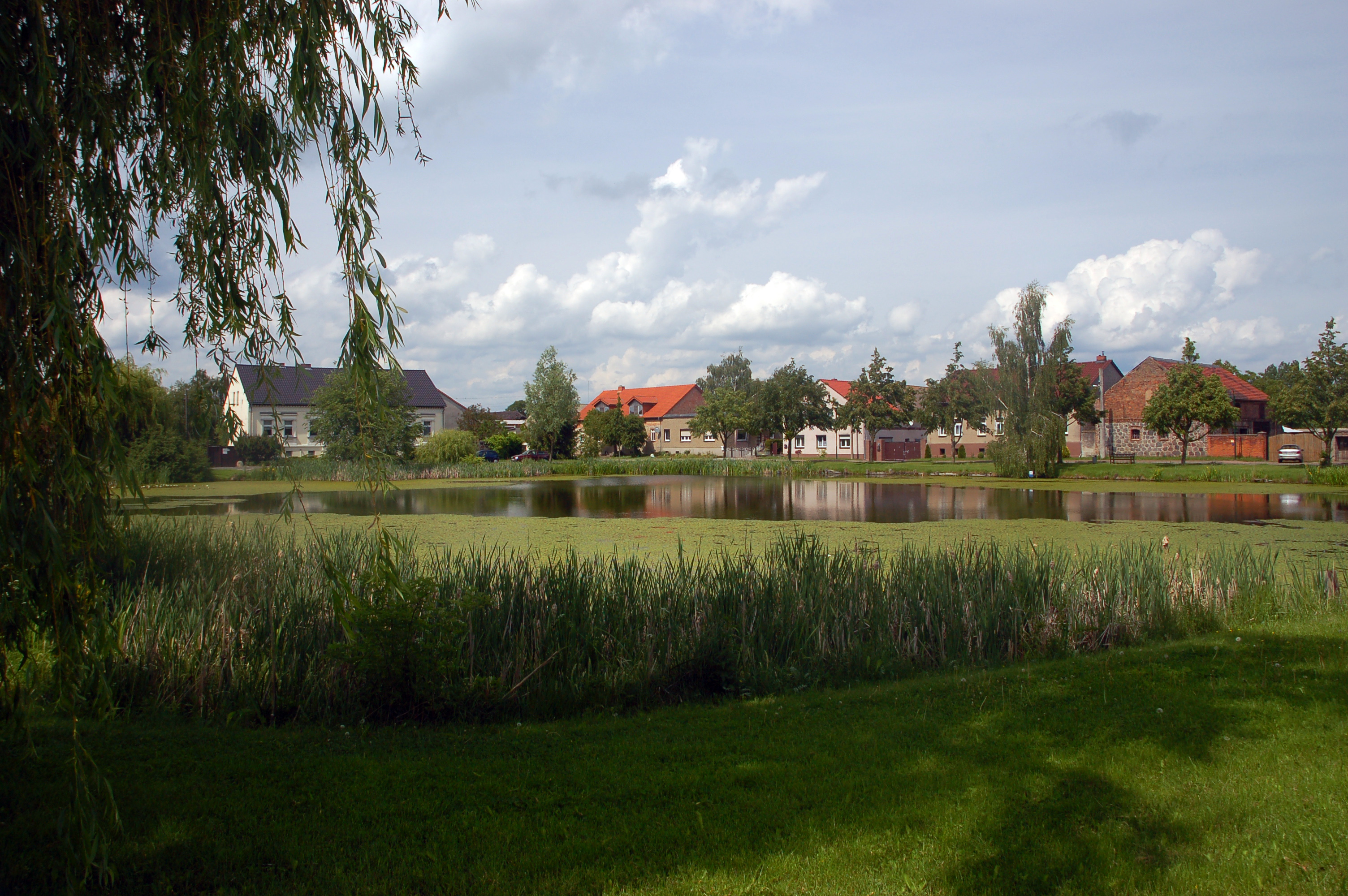
Blick über den Dorfteich